# Allanpringite
L'allanpringite è un minerale, chimicamente è un fosfato ferrico. È stato scoperto fra gli scarti di una vecchia piccola miniera di ferro raccolti nel 1999 nell'area di Taunus in Germania. Le prime analisi chimiche hanno determinato che si trattava di un fosfato di ferro contenente piccole quantità di alluminio e l'analisi dello schema di diffrazione dei raggi X delle polveri non ha mostrato corrispondenze con altri minerali o composti di sintesi. Una completa caratterizzazione cristallografica in un primo tempo non fu possibile perché tutti i cristalli trovati presentavano geminazione per cui una caratterizzazione più completa fu possibile solo nel 2004.
La struttura cristallina è analoga a quella della wavellite che contiene alluminio al posto del ferro. Presenta analogie anche con la struttura della kingite e della mitryaevaite.
La formula chimica è sostanzialmente la stessa di quella della santabarbaraite ma quest'ultima è amorfa e si origina esclusivamente per alterazione ossidativa della vivianite.

## Etimologia
Il nome del minerale è stato attribuito in onore del mineralogista australiano Allan Pring per via dei suoi contributi alla ricerca di nuove specie mineralogiche, in particolare fosfati, arseniati e solfosali da lui definita "mineralogical rainforest" ("foresta pluviale mineralogica").

## Morfologia
L'allanpringite è stata scoperta sotto forma di cristalli aciculari geminati concresciuti di dimensione fino a 1,5 mm ma solitamente molto inferiore e formano aggregati fino a circa 2 mm di grandezza.

## Origine e giacitura
L'allanpringite è stata trovata in un giacimento di "limonite" contenente anche piccole quantità di siderite associata a beraunite, cacoxenite, strengite e criptomelano.